# Zehnacker
Zehnacker es una localidad y comuna francesa, situada en el departamento de Bajo Rin de la Región de Gran Este.
Limita al norte con Knoersheim, al sureste con Rangen y Hohengœft, al suroeste con Crastatt y al oeste con Jetterswiller.

## Demografía
| Gráfica de evolución demográfica de Zehnacker entre 2004 y 2018 |
|                                                                 |

Fuentes: INSEE.